# Villeneuve-lès-Bouloc
Villeneuve-lès-Bouloc là một xã thuộc tỉnh Haute-Garonne trong vùng Occitanie tây nam nước Pháp. Xã này nằm ở khu vực có độ cao trung bình 152 mét trên mực nước biển.
Lâu đài Villefranche được Bộ Văn hóa Pháp đưa vào danh sách di tích lịch sử.

## Di tích

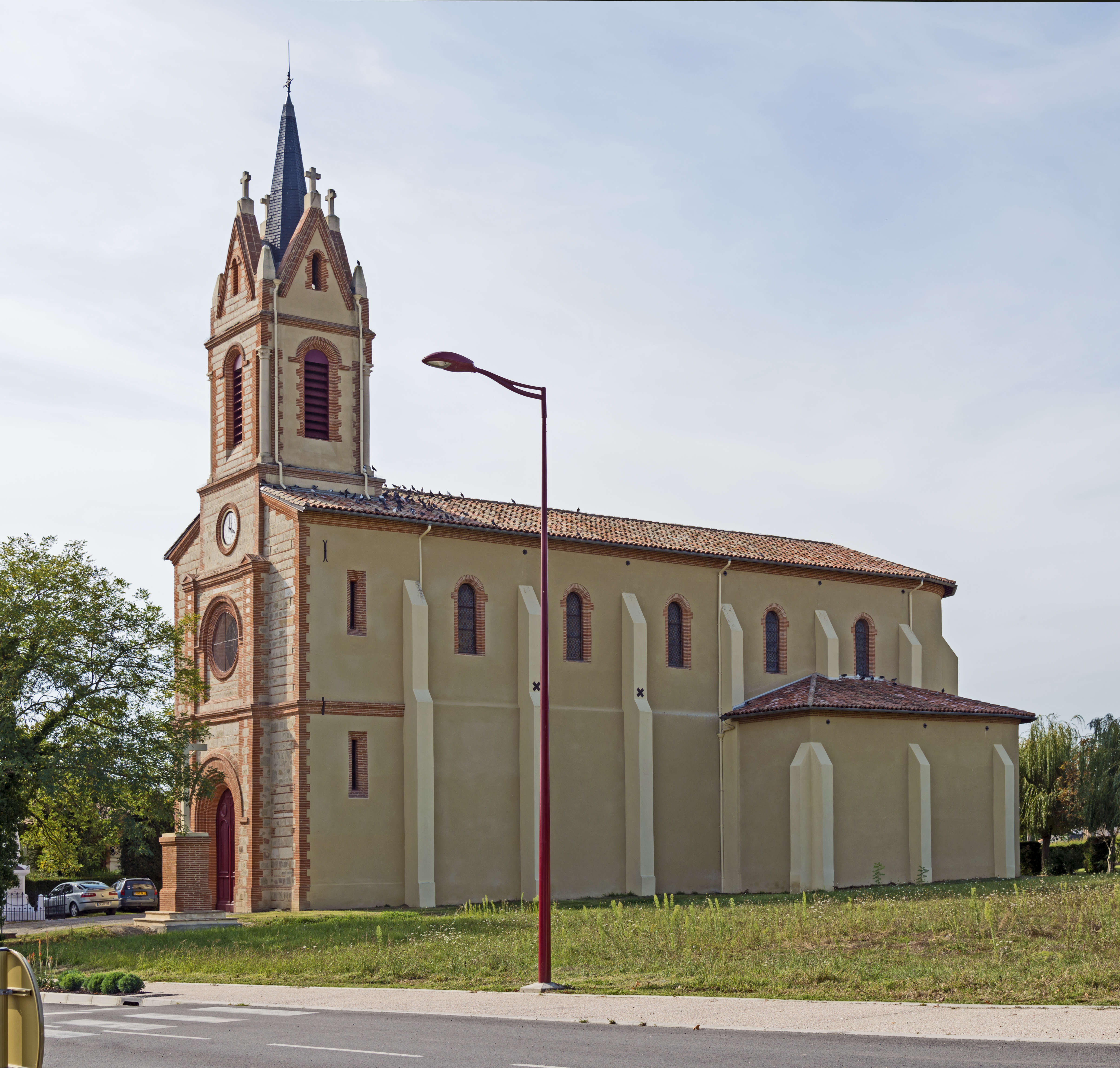
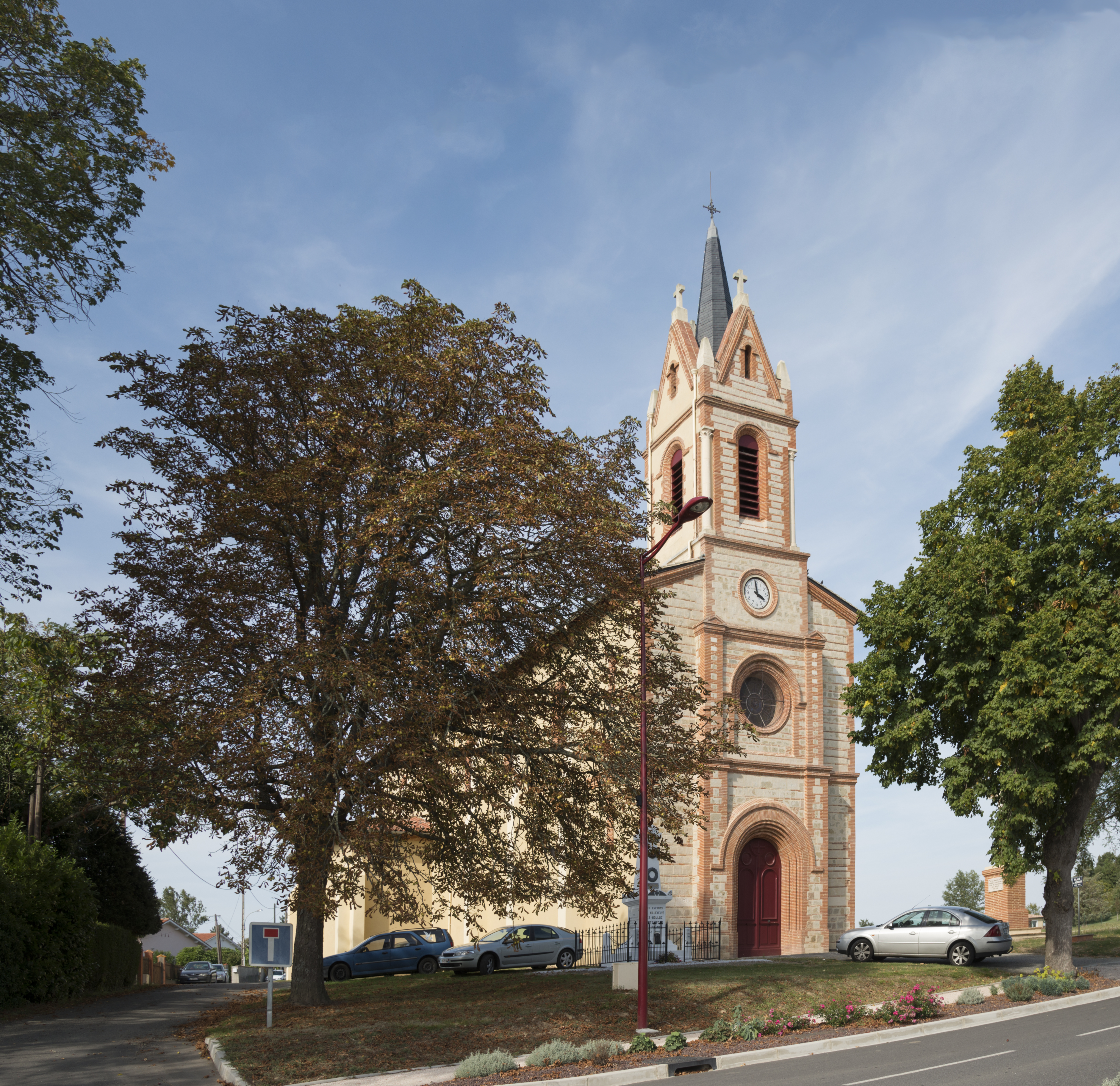
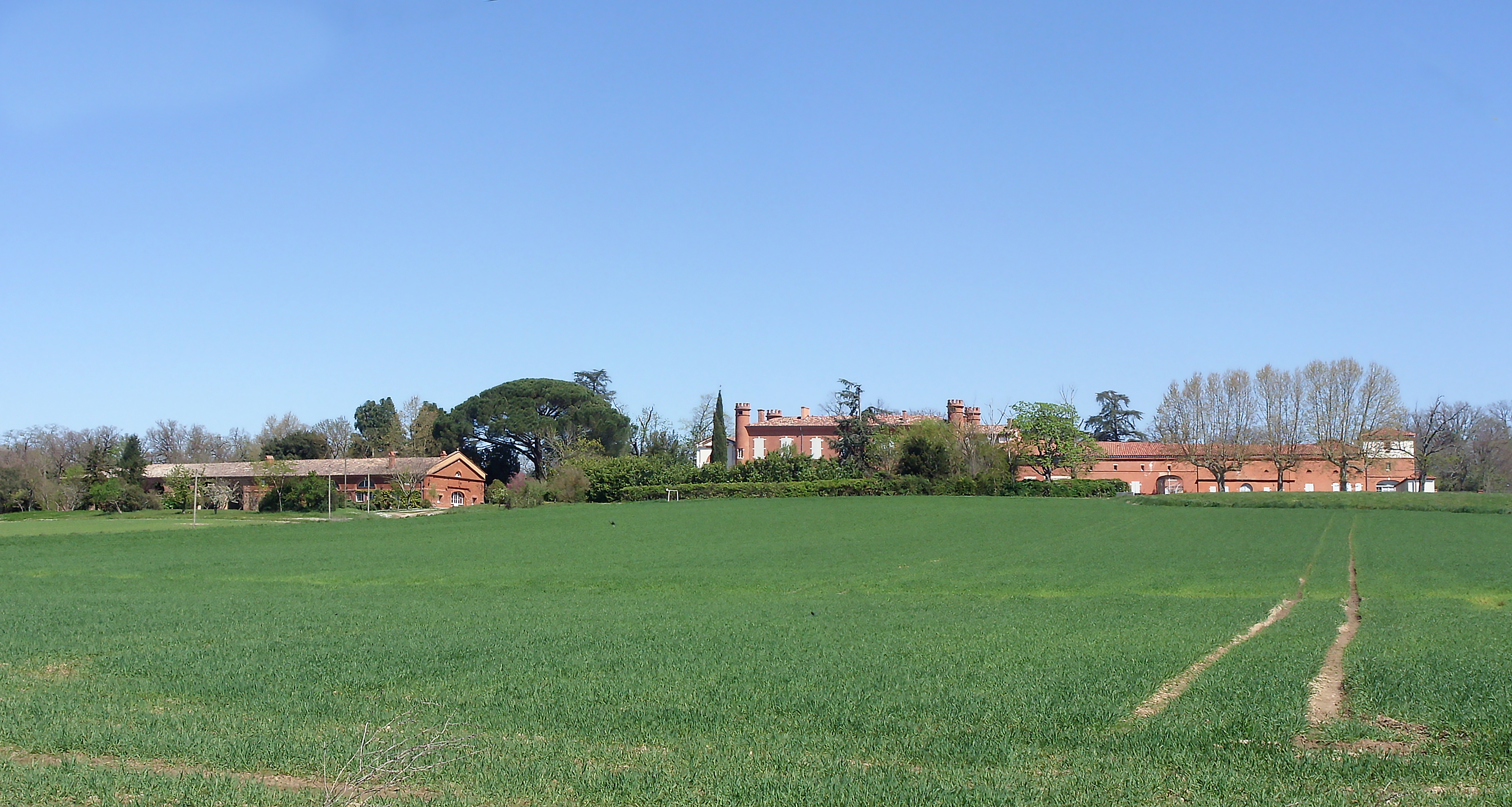